# Зајчевце
Зајчевце (до 1975. године Зајчевац) (алб. Zajçec) је насеље у општини Косовска Каменица, Косово и Метохија, Република Србија.

## Становништво
| Демографија | Демографија | Демографија |
| Година      | Становника  | Становника  |
| ----------- | ----------- | ----------- |